# Người Bố-lãng
Người Bố Lãng, một vài từ điển phiên thành người Bu-răng (chữ Hán: 布朗族), còn gọi là Bulong hay Blang, là một dân tộc thiểu số thuộc 56 dân tộc được Cộng hòa nhân dân Trung Hoa chính thức công nhận.